# پینوند
پینوند، روستایی از توابع بخش رحیم‌آباد شهرستان رودسر در استان گیلان ایران است. این روستا در منطقه اشکور قرار دارد. مردم پینوند گیلک هستند و به زبان گیلکی با لهجه اشکوری سخن می‌گویند.

## جمعیت
این روستا در دهستان شوئیل قرار دارد و براساس سرشماری مرکز آمار ایران در سال ۱۳۸۵، جمعیت آن ۱۳۲ نفر (۴۸خانوار) بوده‌است.